# Xanthoparmelia santessonii
Xanthoparmelia santessonii är en lavart som beskrevs av T. H. Nash & Elix. Xanthoparmelia santessonii ingår i släktet Xanthoparmelia och familjen Parmeliaceae.   Inga underarter finns listade i Catalogue of Life.